# Hans Matheson
Hans Matheson (Stornoway, 7 agosto 1975) è un attore britannico.

## Biografia
Figlio di un musicista e nipote di un nonno cantante, Hans nasce nell'isola di Lewis; successivamente si trasferirà nel Kent. In seguito spronato dalla madre, inizia a frequentare una scuola di teatro: l'Avondale Hall. 
Il suo debutto vero e proprio avviene nel 1996 con il film The Future Lasts a Long Time. Nel 1998 interpreta invece Marius nel film tratto dal romanzo di Victor Hugo I Miserabili diretto da Billie August assieme ad attori del calibro di Uma Thurman, Liam Neeson, Geoffrey Rush e Claire Danes. È da questo momento in poi che Hans comincia a farsi notare e ad apprezzare, nonostante nella sua filmografia siano presenti solo film di carattere letterario.
Nel 2000 viene scelto da Ricky Tognazzi per interpretare Jeno Varga in Canone inverso - Making Love, nel 2002 invece, lo vediamo al fianco di Keira Knightley nell'adattamento cinematografico tratto dal romanzo di Boris Leonidovič Pasternak de Il dottor Živago diretto da Giacomo Campiotti dove Hans interpreta Yurii Zhivago. Nel 2004 è la volta dell'imperatore Nerone nella miniserie diretta da Paul Marcus "Nerone" assieme a Laura Morante, Vittoria Puccini e Sonia Aquino.
Nel 2006 appare nel thriller sovrannaturale Half Light accanto a Demi Moore e l'anno successivo veste i panni dell'arcivescovo Thomas Cranmer nella 2ª stagione di The Tudors.
Tra i suoi ruoli più recenti si ricorda quello di Caravaggio nel film Bathory , quello di Lord Coward, il Ministro degli Interni, alleato di Lord Henry Blackwood in Sherlock Holmes diretto da Guy Ritchie e il ruolo di Ixas nel film Scontro tra titani diretto da Louis Leterrier. 
Nel 2008 interpreta l'affascinante e controverso Alec D'Urberville nella miniserie in quattro puntate Tess dei D'Urberville accanto a Gemma Arterton e Eddie Redmayne. Nel 2013 interpreta il ruolo di un giovane sacerdote, David Richardson, nel film The Christmas Candle insieme a Samantha Barks.

## Filmografia

### Cinema
- Stella Does Tricks , regia di Coky Giedroyc (1996)
- Soho (Mojo), regia di Jez Butterworth (1997)
- I miserabili (Les misérables), regia di Bille August (1998)
- Still Crazy, regia di Brian Gibson (1998)
- Bodywork, regia di Gareth Rhys Jones (1999)
- Canone inverso - Making Love, regia di Ricky Tognazzi (2000)
- I Am Dina (Jeg er Dina), regia di Jeg er Dina (2002)
- Deathwatch - La trincea del male (Deathwatch), regia di Michael J. Bassett (2002)
- Half Light, regia di Craig Rosenberg (2006)
- Bathory, regia di Juraj Jakubisko (2007)
- Sherlock Holmes, regia di Guy Ritchie (2009)
- Scontro tra titani (Clash of the Titans), regia di Louis Leterrier (2010)
- The Christmas Candle, regia di John Stephenson (2013)
- 300 - L'alba di un impero (300: Rise of an Empire), regia di Noam Murro (2014)

### Televisione
- Metropolitan Police – serie TV, episodio 11x102 (1995)
- Le nebbie di Avalon (The Mists of Avalon) – miniserie TV, 2 puntate (2001)
- Zivago – miniserie TV, 2 puntate (2002)
- Nerone – miniserie TV (2004)
- The Virgin Queen – miniserie TV, 2 puntate (2006)
- Tess dei d'Urberville (Tess of the D'Urbervilles), regia di David Blair – miniserie TV (2008)
- I Tudors (The Tudors) – serie TV, 10 episodi (2008)

## Doppiatori italiani
Nelle versioni in italiano delle opere in cui ha recitato, Hans Matheson è stato doppiato da:
- Francesco Venditti in Canone inverso, 300 - L'alba di un impero
- Alessandro Quarta in Le nebbie di Avalon, Scontro tra titani
- Giorgio Borghetti in I miserabili
- Roberto Certomà in I Am Dina
- Francesco Pezzulli in Nerone
- Daniele Natali in Half Light
- Emiliano Pacifico in Deathwatch - Trincea del male
- Fabrizio Manfredi ne I Tudors
- Fabio Boccanera in Sherlock Holmes
- Marco Vivio in Tess dei d'Urberville